# Secret Samadhi
Secret Samadhi es el tercer álbum de estudio de la banda norteamericana de rock Live y el seguimiento de su lanzamiento multiplatino Throwing Copper. El álbum debutó en la posición #1 en el Billboard 200 cuando fue lanzado el 18 de febrero de 1997, y albergó a los éxitos "Lakini's Juice," "Rattlesnake," "Turn My Head," and "Freaks."
Anterior al lanzamiento de Secret Samadhi, Live tocó en Saturday Night Live. Vendiendo 227,000 copias en su primera semana de lanzamiento, el álbum debutó en la cima del Billboard 200. Secret Samadhi fue certificado dos veces platino por la RIAA el 8 de julio de 1999.

## Lista de canciones
1. "Rattlesnake" – 4:51
2. "Lakini's Juice" – 4:59
3. "Graze" – 5:39
4. "Century" – 3:22
5. "Ghost" – 6:19
6. "Unsheathed" – 3:36
7. "Insomnia and the Hole in the Universe" – 4:01
8. "Turn My Head" – 3:57
9. "Heropsychodreamer" – 2:48
10. "Freaks" – 4:50
11. "Merica" – 3:21
12. "Gas Hed Goes West" – 5:35

## Tomas descartadas y Lados-B
- "Cheetah"
- "Photograph" (aka "Evidence")
- "Mall Rat" (aka "Crayons")
- "Pop Vortex"

## Posición en las listas

### Álbum
| Año  | Listas        | Posición |
| ---- | ------------- | -------- |
| 1997 | Billboard 200 | 1        |

### Sencillos
| Sencillo         | Año  | Listas                           | Posición |
| ---------------- | ---- | -------------------------------- | -------- |
| "Lakini's Juice" | 1997 | Mainstream Rock Tracks           | 2        |
| "Lakini's Juice" | 1997 | Billboard Modern Rock Tracks     | 1        |
| "Freaks"         | 1997 | Mainstream Rock Tracks           | 5        |
| "Freaks"         | 1997 | Billboard Modern Rock Tracks     | 13       |
| "Turn My Head"   | 1997 | Mainstream Rock Tracks           | 3        |
| "Turn My Head"   | 1997 | Billboard Modern Rock Tracks     | 3        |
| "Turn My Head"   | 1997 | Billboard Adult Top 40           | 38       |
| "Rattlesnake"    | 1997 | Billboard Mainstream Rock Tracks | 15       |
| "Rattlesnake"    | 1997 | Modern Rock Tracks               | 18       |

| Predecesor: Unchained Melody: The Early Years por LeAnn Rimes | Billboard 200 Álbum número uno 8 - 14 de marzo de 1997 | Sucesor: Howard Stern Private Parts por Varios Artistas |